# Vansinnesvisor
Vansinnesvisor är det svenska viking metal/folk metal-bandet Thyrfings fjerde studioalbum. Albumet utgavs juli 2002 av skivbolaget Hammerheart Records.

## Låtlista
1. "Draugs jarg" – 4:01
2. "Digerdöden" – 4:48
3. "Världsspegeln" – 4:52
4. "The Voyager" – 5:12
5. "Ångestens högborg" – 7:03
6. "The Giant's Laughter" – 5:19
7. "Vansinnesvisan" – 4:43
8. "Kaos återkomst" – 6:59

Texten till spår 6, "The Giant's Laughter" är en översättning av poemet "Jätten" av Esaias Tegnér.

## Medverkande
Musiker (Thyrfing-medlemmar)
- Thomas Väänänen – sång
- Patrik Lindgren – gitarr, sång
- Kimmy Sjölund – basgitarr
- Jocke Kristensson – trummor, percussion, bakgrundssång
- Peter Löf – synthesizer
- Henke Svegsjö – gitarr

Bidragande musiker
- Maria Gauffin – fiol, sång
- Daniel Bergstrand – fiol, sång
- Örjan Örnkloo – gitarr, sampling
- Toni Kocmut – sång, bakgrundssång

Andra medverkande
- Daniel Bergstrand –  producent, ljudtekniker, ljudmix
- Örjan Örnkloo – ljudtekniker
- Håkan Åkesson – mastering
- Niklas Sundin – omslagsdesign, omslagskonst
- Patrik Engström – foto